# Рокитное (посёлок, Ровненская область)
Поселок Рокитное Киевской области
Роки́тное (укр. Рокитне) — посёлок, административный центр Рокитновской поселковой общины Сарненского района Ровненской области Украины.

## История
Посёлок возник во время промышленного оживления 1880-х годов и входил в состав Кисоричской волости Овручского уезда Волынской губернии.
До 1922 года посёлок был известен под названием Охотниково, что происходило от фамилии собственника земли, у которого бельгийский стеклозаводчик еврейского происхождения Розенберг в 1888 году купил небольшой участок кварцевых песков, пригодных для стекловарения, и открыли здесь примитивную стеклодувную мастерскую.
Толчком к быстрому развитию селения стало сооружение в начале 1900 года железнодорожной линии Киев — Ковель, которая прошла через посёлок, и здесь построили железнодорожную станцию Рокитное.
В ходе советско-польской войны Охотниково заняли польские войска и оно было включено в состав Волынского воеводства Польши. В 1922 году посёлок переименован в Рокитно, а железнодорожная станция стала называться Рокитно-Волынское. В 1927—1939 Рокитное было городом.
В сентябре 1939 года Рокитное в составе Западной Украины вошло в состав СССР.
В 1940 году был образован Рокитновский район и поселение получило статус посёлка городского типа. Главой исполнительного комитета районного Совета депутатов трудящихся работал Поляков, главой поселкового Совета — Зак.
В ходе Великой Отечественной войны с 15 июля 1941 до 4 января 1944 года посёлок находился под немецкой оккупацией. Во время оккупации немцы создали здесь гетто для евреев, куда они также переселили евреев из близлежащих деревень. 26 августа 1942 года гетто было ликвидировано. Около 400 человек были расстреляны, 600 человек были доставлены в гетто в Сарнах, около 300 удалось бежать.
В 1943 году Рокитное был местом убежища для поляков, спасающихся от Волынской резни. С вокзала немцы вывозили беженцев на принудительные работы в Третий рейх. Из польских мужчин немцы сформировали подразделение вспомогательной полиции. Постоянные жители Польши и некоторые беженцы оставались в селе, пока оно не было освобождено Красной армией (2-3 января 1944 г.). Поляки были изгнаны из Рокитного в 1945 году.
В 1955 году здесь действовали стекольный завод, маслодельный завод, леспромхоз, химлесхоз, средняя школа и районная МТС.
В 1974 году здесь действовали деревообрабатывающий комбинат, стекольный завод, камнедробильный завод и медицинское училище.
В апреле 1986 года посёлок пострадал от последствий аварии на Чернобыльской АЭС (относится к третьей категории населённых пунктов, потерпевших от этой катастрофы).
В мае 1995 года Кабинет министров Украины утвердил решение о приватизации находившихся здесь стеклозавода, АТП-1326, райсельхозтехники и карьера.

## Население
В январе 1989 года численность населения составляла 7182 человека.
По состоянию на 1 января 2013 года численность населения составляла 6789 человек.

### Языковой состав
Родной язык населения по данным переписи 2001 года:
| Язык       | Численность, чел. | Доля     |
| ---------- | ----------------- | -------- |
| Украинский | 7 018             | 98,25 %  |
| Русский    | 110               | 1,54 %   |
| Другие     | 15                | 0,21 %   |
| Итого      | 7 143             | 100,00 % |

## Транспорт
Железнодорожная станция Рокитно-Волынское на линии Сарны — Коростень и автобусная станция.